# ERG Iserlohn
Die Erste Rollhockey Gemeinschaft Iserlohn e. V. ist ein Sportverein aus dem sauerländischen Iserlohn. Beim Rollhockey zählen die Herren und Damen der ERG Iserlohn jeweils zu den besten Mannschaften in der Rollhockey-Bundesliga.

## Geschichte

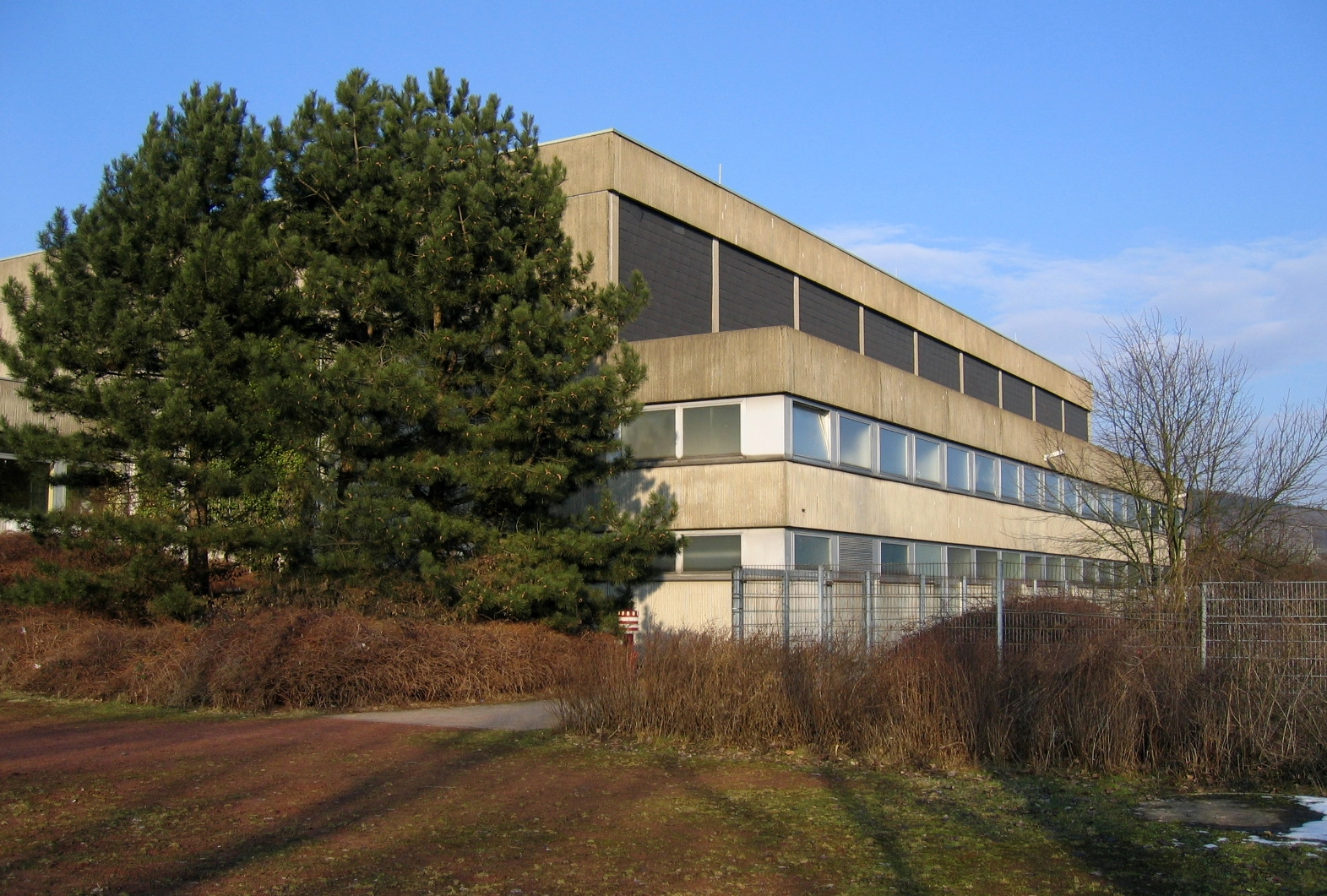
Hemberghalle

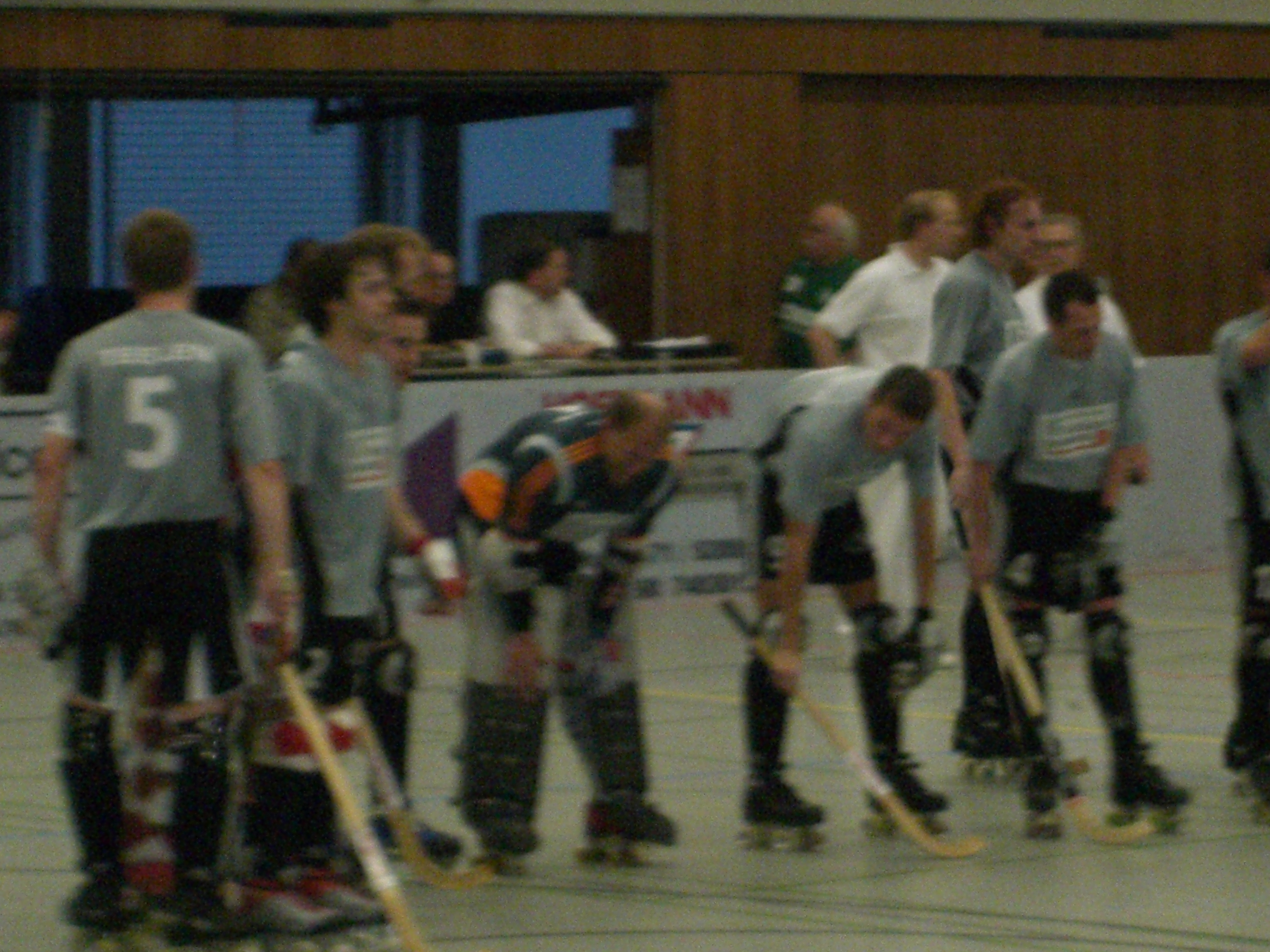
Jubel nach dem Sieg im ersten Spiel der Play-off-Finalserie 2006

Am 13. Januar 1965 gründeten 17 Männer in einem Iserlohner Hotel die Rollhockey-Abteilung. In den ersten fünf Jahren gab es neben der Rollhockey- auch eine Rollkunstlauf-Abteilung. Am 6. November 1965 konnte auf einem offenen Spielfeld am Seilersee erstmals ein Spiel gegen ein Team aus Bielefeld ausgerichtet werden. Zum nächsten Jahr startete man auch im Ligenbetrieb. Neben den Landesliga-Spielen der ERGI fand am Seilersee 1966 zum ersten Mal auch das Internationale Rollhockey-Turnier statt, das vom damaligen Bundesligisten SK Germania Herringen gewonnen wurde. Danach fand das Turnier regelmäßig in Iserlohn statt. In der Saison 1967 schaffte die ERGI den Oberliga-Aufstieg. Von zunächst 17 Gründungsmitgliedern stieg die Mitgliederzahl zu diesem Zeitpunkt auf 250 Personen. Mit dieser Zahl lag die ERGI auf Platz zwei in Nordrhein-Westfalen.
Ab 1968 spielte der Verein in der Carl-Diem-Sporthalle, die mit einem Spiel gegen ein NRW-Auswahlteam (3:8-Niederlage) eingeweiht wurde. 1970, man spielte bei gutem Wetter immer noch auf der Außenbahn, konnte man den Aufstieg in die 1. Bundesliga realisieren. Dort musste sich die ERGI in den Jahren 1972, 1973 und 1975 noch mit der Vizemeisterschaft zufriedengeben. 1976 und auch ein Jahr später 1977 wurde man Deutscher Meister. Nach der ersten Meisterschaft trat die ERGI auch zum ersten Mal in einem internationalen Wettbewerb auf. 1977 scheiterte das spätere Meister-Team äußerst unglücklich nach Penalty-Schießen gegen den italienischen Vertreter Laverda. Ein Jahr später verlor die ERGI gegen das portugiesische Team aus Valongo jeweils in zwei Spielen. Aber 1977 gab es nicht nur sportliche Veränderungen, denn seit diesem Jahr wurden die Heimspiele in der größeren Hemberg-Halle ausgetragen.
Nach der Vizemeisterschaft 1978 und Platz vier 1979 ließ man sich freiwillig in die Regionalliga zurückstufen. In den Folgejahren war der Nachwuchs das Kapital des Vereins. Die erste Mannschaft spielte mittelmäßig in der Regionalliga, aber die Junioren holten einige Titel. 1978 konnte man bei den Schülermeisterschaften erst den vierten Platz erreichen. 1980 erreichte man den zweiten Platz bei den Jugendmeisterschaften, wiederum zwei Jahre später gelang dasselbe Ergebnis in der Altersklasse der Junioren. 1984 gab es auch wieder einen Erfolg für die „Großen“. Nach einem Relegationsspiel gegen den Ersten der Regionalliga Nord gelang der Wiederaufstieg in die Bundesliga. Schon im nächsten Jahr konnte die ERGI die Vizemeisterschaft erkämpfen. In der darauf folgenden Saison holte man zum dritten Mal in der Vereinsgeschichte die Meisterschaft ins Sauerland. Für das Folgejahr bedeutete das erneut Europapokal. Der Gegner diesmal stammte wieder aus Portugal und hieß A.D.Sanjoanense, eine Niederlage konnte man nicht verhindern.
Seitdem spielt die ERGI durchgehend in der höchsten deutschen Spielklasse. 1991 gab es das lange Zeit beste Ergebnis mit Rang drei. Im neuen Jahrtausend gehört Iserlohn wieder zu den besten Teams Deutschlands. Sowohl 2004, als auch 2005 gewann die ERGI den Pokalwettbewerb. In der Bundesliga gab es regelmäßig Top-Platzierungen. 2005 konnte man nach einer spannenden Play-off-Serie sogar wieder Vizemeister werden. Auch in der Saison 2006 stand die ERGI im Finale. Das erste Spiel der Serie gegen den RSC Cronenberg konnte vor eigenem Publikum mit 4:3 n. V. gewonnen werden. Und auch im zweiten Spiel gelang ein Sieg gegen die lange Zeit als dominant angesehenen Cronenberger, sodass die ERGI vorzeitig ihren vierten Meistertitel feiern konnte.
Nach der gewonnenen Meisterschaft 2006 hieß 2007 das Ziel Titelverteidigung, jedoch verlor man die Finalpartien gegen den RSC Cronenberg. 2007 war damit erstmals seit 2004 ein Jahr ohne Titelgewinn. Ein Jahr später wollte man auf die Erfolgsspur zurückkehren. Im Finale um die Deutsche Meisterschaft setzte sich die ERGI schließlich erneut gegen den RSC Cronenberg durch. In der „Best of three“-Serie bezwang man den jährlichen Finalgegner mit 2:0, womit man nach einem Jahr ohne Titel Deutscher Meister 2008 war. 2009 gelang dann erstmals das Double aus Meisterschaft und Pokalsieg.
Im Jahr 2010 kam es zur Trennung der Eissport- und Rollhockeyabteilung. Die Eissportabteilung gründete einen neuen Verein. Aufgrund der großen Bekanntheit national wie international blieb der Name ERGI beim Rollhockey, die seitdem Erste Rollhockey Gemeinschaft Iserlohn heißt. Außerdem wurde 2010 durch die Stadt Iserlohn eine neue Dreifach-Sporthalle am Hemberg errichtet. Seit Februar 2011 spielt die ERGI in dieser Sporthalle, die mit ca. 1500 Zuschauerplätzen, einem Parkettboden, Sponsoren- und Medienraum allen Anforderungen gerecht wird.
Ab der Saison 2011/2012 tritt auch wieder eine Damenmannschaft im Ligabetrieb für die ERG Iserlohn an. Die Initiative ergriff Nationalspielerin und Spanien-Legionärin Maren Wichardt. Der übrige Kader setzt sich aus ehemaligen Spielerinnen des TV Paderborn sowie aus jungen Spielerinnen von Germania Herringen und einem Eigengewächs zusammen.
In der offiziellen Club-Weltrangliste des Rollhockeys wird die ERG Iserlohn im Dezember 2013 auf Rang 54 geführt, hinter dem amtierenden deutschen Meister RSC Cronenberg auf Rang 25 sowie vor SK Germania Herringen auf Rang 68 sowie der IGR Remscheid auf Platz 83. Führend sind hierbei südeuropäische Mannschaften.

## Herren

### Kader 15/16
- Torhüter: Patrick Glowka, Troy Sato, Martin Sittler
- Feldspieler: Carlos Nunez, Leon Rapke, Nils Hilbertz, Christoph Hegener, Felix Bender, Kai Milewski, Sebastian Glowka, Timon Henke, Jorge Fonseca, Sergio Pereira, Till Fischer, Nicklas Jäger, André Costa
- Trainer: Jens Behrendt

### Erfolge
- Deutscher Meister: 1976, 1977, 1986, 2006, 2008, 2009, 2015, 2016, 2017
- Vizemeister: 1972, 1973, 1975, 1978, 1985, 2005, 2007, 2010, 2011
- Pokalsieger: 2004, 2005, 2009, 2011, 2012

## Damen

### Kader 11/12
- Torhüterin: Carolin Reinert, Melanie Kirmse
- Feldspielerin: Maren Wichardt, Anja Grewe, Stefanie Grewe, Laura La Rocca (C), Franziska Neubert, Katharina Neubert, Saskia Pothöfer, Nicole Schulte, Britta Schulte
- Trainer: Quim Puigvert

### Erfolge
- Deutscher Meister: 2012, 2013, 2014, 2015, 2016, 2017, 2018
- Pokalsieger: 2012, 2014, 2015, 2016, 2017, 2018

## Jugend

### Mannschaften 10/11
- U20/A-Jugend
- U17/B-Jugend
- U14/C-Jugend

### Erfolge
- 1978: 4. Platz DM
- 1980: Deutscher Vizemeister(Jugend)
- 1982: Deutscher Vizemeister(Junioren)
- 2003: 3. Platz DM (B-Jugend)
- 2004: Deutscher Vizemeister (B-Jugend)
- 2005: 3. Platz DM (A-Jugend)
- 2005: 4. Platz DM (B-Jugend)
- 2008: 3. Platz DM (A-Jugend)
- 2009: 4. Platz DM (A-Jugend / U17)
- 2010. 4. Platz DM (Junioren/U 20)
- 2015. 1. Platz DM (Junioren/U 13)